# Umkhonto we Sizwe

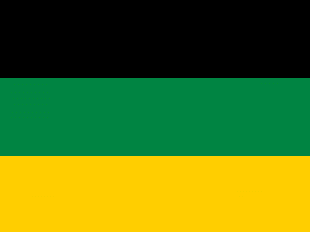
Nationens spjuts stridsflagg

Umkhonto we Sizwe förkortat MK (sv: Nationens spjut), var det sydafrikanska ANC:s väpnade gren. Umkhonto we Sizwe bekämpade apartheidregimen och hade som mål ett fritt och demokratiskt Sydafrika där svarta och vita kunde leva sida vid sida.
Befälhavare för Umkhonto we Sizwe var bland annat Nelson Mandela, Joe Slovo samt Sydafrikas kommunistiska parti senare mördade ledare Chris Hani.
Umkhonto we Sizwe var terroriststämplat av bland annat Förenta Staterna.